# Кабаровцы
Кабаровцы (укр. Кабарівці) — село в Зборовской городской общине Тернопольского района Тернопольской области Украины.
Код КОАТУУ — 6122684001. Население по переписи 2001 года составляло 467 человек.
До 2020 года входило в Зборовский район.

## Географическое положение
Село Кабаровцы находится на правом берегу реки Волчковецкая Стрыпа,
выше по течению на расстоянии в 3 км расположено село Волчковцы,
ниже по течению на расстоянии в 1 км расположено село Млыновцы.
Рядом проходит железная дорога, станция Зборов в 1,5 км.

## История
- 1598 год — дата основания.

## Объекты социальной сферы
- Школа I—II ст.
- Клуб.
- Фельдшерско-акушерский пункт.

## Достопримечательности
- Братская могила советских воинов.